# Дејвид Финчер
Дејвид Лио Финчер (енгл. David Fincher; Денвер, 28. август 1962) амерички је филмски режисер и сценариста. Познат је по мрачној атмосфери у својим филмовима.

## Биографија
Рођен је у Денверу (Колорадо), а одрастао у Марин Каунтију (Калифорнија). Када је био тинејџер, преселио се у Ешланд у Орегону, где је завршио средњу школу.
Инспирисан филмом „Буч Касиди и Санденс Кид“, почео је да снима филмове са осам година са осмомилиметарском камером. Снимање је изгледало као савршен одушак за дете које је могло да потроши цео дан цртајући и правећи скулптуре, фотографишући и снимајући звук на касетофону. Финчер је избегао пут кроз филмску школу, добијајући посао носећи камере и друге ручне послове у Џон Кортијевом „Кортни филмсу“. Његов следећи посао био је у „Industry Light and Magic“ 1980. године, када се његово име први пут појавило на крају филма „Повратак џедаја“, где је остао до 1984. Напустио је предузеће и режирао документарни филм „The Beat of the Live Drum“. Почео је да режира рекламе за телевизију, прво за „Америчко удружење за малигна обољења“, а касније и за предузећа „Ревлон“, „Конверс“, „Најк“, „Пепси“ и „Ливајс“. Финчер је убрзо открио да би растући формат музичких видео-спотова могао да буде чак и боље место да се испробају ствари.

## Спотови
Финчер је режирао високобуџетне спотове за извођаче попут Мадоне, Џорџа Мајкла, Аеросмит, Мајкла Џексона, Ролингстонса и других. Као и велики број других режисера спотова, и он је касније прешао на филм.

## Филмови

### Осми путник3
Финчеров први филм био је филм из 1992. године, „Осми путник3“, који је тада био најскупљи филм икада који је режирао дебитант. Нажалост, филм није био пријатно искуство за Финчера, који је имао проблема са људима из предузећа 20th Century Fox, јер су направили сценографију пре него што је завршен сценарио и учинили снимање кошмаром. Иако је номинован за Оскара у категорији специјалних ефеката, филм није добро примљен од критике. Потиштен и разочаран, Финчер се вратио у свет телевизијских реклама и музичких спотова, плашећи се да никада више неће радити на филму.

### Седам
Вера је коначно покуцала на врата Финчера са сценаријом Ендруа Кевина Вокера за мрачну детективску причу названу „Седам“ (1995). Немилосрдно тмурна прича о двојици детектива (играју их Бред Пит и Морган Фриман) који прате серијског убицу који је базирао своја убиства на седам смртних грехова, филм је зарадио преко 100 милиона долара, чинећи Финчера једним од пожељнијих холивудских режисера.

### Игра
Његов следећи фил је „Игра“ (1997), авантуристички филм у стилу „Зоне сумрака“, који својом атмосфером стеже врат гледалаца слично као филм „Седам“, али није наишао на разумевање публике. Прича се окреће око пословног човека из Сан Франциска (Мајкл Даглас) који прима необичан поклон од свог млађег брата (Шон Пен), у ком постаје главни играч игре која му преузима живот.

### Борилачки клуб
Релативни неуспех „Игре“ је замрачио узбуђење које је пратило Финчеров следећи пројекат, „Борилачки клуб“, филмску адаптацију истоименог романа Чака Палахнијука о двојици мушкараца који отварају клуб посвећен искључиво за борбе голим песницама за мушкарце. Због првокласне поставе филма, укључујући Едварда Нортона, Хелену Бонам Картер и Бреда Пита, овај филм из 1999. је био један од најрекламиранијих, али је био разочарење на биоскопским благајнама и имао различите критике.
Ипак, многи критичари и публика су касније променили мишљење и филм се појавио на многим листама за најбољи филм године и ускоро направио огромно следбеништво. Часопис „Entertainment Weekly“, који је филму прво дао негативну оцену Д, касније га је ставио на прво место на листи „50 видео дискова које морате да имате“. Тржиште видео дискова, које је имало велики раст у то време, проузроковало је зараду филма.

### Соба панике
2002. је наставио са трилером „Соба панике“, који је представио неке новине у коришћењу рачунарске графике. Иако је изненадио техничким достигнућима са добром зарадом у биоскопима, филм није тако добро примљен као „Седам“, „Борилачки клуб“ или „Игра“. Прича такође прати више уобичајену путању за Финчера, упркос неким занимљивим оптичким вештинама, како се самохрана мајка (Џоди Фостер) и њена ћерка крију у безбедној соби у њиховој кући, даље од злочинаца (Форест Витакер, Двајт Јоакам и Џаред Лито) склоних трагању за изгубљеним богатством.

## У најави

### Зодијак
„Зодијак“ је адаптација књиге Роберта Грејсмита о лову на Зодијак убицу. У филму глуме Џејк Џиленхал, Роберт Дауни Џуниор, Брајан Кокс, Ентони Едвардс и Марк Рафало. Недавно, после неколико пробних снимања, обелодањено је да је име филма промењено у „Хроника“. Планирано је да буде објављен 19. јануара 2007.

### Чудесан случај Бенџамина Батона
Филм фантазије, „Бенџамин Батон“ је адаптација кратке приче Ф. Скот Фицџералда „Чудесан случај Бенџамина Батона“. Филм ће поново ујединити Финчера и Бреда Пита.

### Торзо
Дејвид Финчер је такође приписан да режира адаптацију графичког романа Брајана Мајкла Бендиса „Торзо“.

## Филмографија

### Играни филмови
- Осми путник 3 (1992)
- Седам (1995)
- Игра (1997)
- Борилачки клуб (1999)
- Соба панике (2002)
- Зодијак (2007)
- Необични случај Бенџамина Батона (2008)
- Друштвена мрежа (2010)
- Мушкарци који мрзе жене (2011)
- Ишчезла (2014)
- Манк (2020)
- Убица (2023)
- The Adventures of Cliff Booth (2026)

### Музички видео спотови
- "Shame," The Motels (1985)
- "All The Love," The Outfield (1986)
- "Every Time You Cry," The Outfield (1986)
- "One Simple Thing," The Stabilizers (1986)
- "She Comes On," Wire Train (1987)
- "Endless Nights," Eddie Money (1987)
- "Downtown Train," Patty Smyth (1987)
- "Johnny B," The Hooters (1987)
- "Storybook Story," Mark Knopfler (1987)
- "No Surrender," The Outfield (1987)
- "Don't Tell Me The Time," Martha Davis (1987)
- "Heart of Gold," Johnny Hates Jazz (1988)
- "Englishman in New York," Стинг (1988)
- "Shattered Dreams" (друга верзија), Johnny Hates Jazz (1988)
- "Get Rhythm," Ry Cooder (1988)
- "Most of All," Jody Watley (1988)
- "Roll With It," Steve Winwood (1988)
- "The Way That You Love Me" (прва верзија), Паула Абдул (1988)
- "Holding On," Steve Winwood (1988)
- "Bamboleo" (друга верзија), Gypsy Kings (1989)
- "Straight Up," Паула Абдул (1989)
- "Most Of All" Jody Watley (1989)
- "Real Love," Jody Watley (1989)
- "Bamboleo" (трећа верзија), Gypsy Kings (1989)
- "She's A Mystery To Me," Roy Orbison (1989)
- "Forever Your Girl," Паула Абдул (1989)
- "Express Yourself," Мадона (1989)
- "The End Of The Innocence," Don Henley (1989)
- "Cold Hearted," Паула Абдул (1989)
- "Oh Father," Мадона (1989)
- "Janie's Got a Gun," Aerosmith (1989)
- "Vogue," Мадона (1990)
- "Cradle of Love," Billy Idol (1990)
- "L.A. Woman," Billy Idol (1990)
- "Freedom '90," Џорџ Мајкл (1990)
- "Bad Girl," Мадона (1993)
- "Who Is It?" (друга верзија), Мајкл Џексон (1993)
- "Love Is Strong," Ролингстонси (1994)
- "6th Avenue Heartache," The Wallflowers (1996)
- "Judith," A Perfect Circle (2000)
- "Only," Nine Inch Nails (2005)